# Prefettura di Ouham-Pendé
La prefettura di Ouham-Pendé è una delle quattordici prefetture della Repubblica Centrafricana. Si trova nella parte occidentale del paese, alla frontiera con Ciad e Camerun. La sua capitale è Bozoum. 
Prende il nome dai due principali fiumi che attraversano la prefettura: il fiume Ouham e il fiume Pendé.